# Navotas
Navotas (offiziell englisch City of Navotas, Tagalog Lungsod ng Navotas) ist eine philippinische Gemeinde (Component City) im Norden der Hauptstadtregion Metro Manila. Nach dem Zensus von 2015 hatte Navotas 249.463 Einwohner, die in 14 Barangays lebten. Sie wird als Gemeinde der zweiten Einkommensklasse auf den Philippinen und als hoch urbanisiert eingestuft. 

## Geographie
Navotas Citys Nachbargemeinden sind Malabon im Osten, Obando im Norden, Caloocan im Südosten und Manila im Süden. Die Großstadt erstreckt sich an der Ostküste der Bucht von Manila. Die Topographie der Großstadt ist durch das Flachland im Südosten der zentralen Luzon-Tiefebene gekennzeichnet. Dieses wird durch viele schiffbare Kanäle durchzogen.

## Baranggays
- Sipac-Almacen
- Bagumbayan North
- Bagumbayan South
- Bangculasi
- Daanghari
- Navotas East
- Navotas West
- North Bay Blvd., North
- North Bay Blvd., South
- San Jose
- San Rafael Village
- San Roque
- Tangos
- Tanza